# Треццано-суль-Навільйо
Треццано-суль-Навільйо (італ. Trezzano sul Naviglio) — муніципалітет в Італії, у регіоні Ломбардія, метрополійне місто Мілан.
Треццано-суль-Навільйо розташоване на відстані близько 480 км на північний захід від Рима, 11 км на захід від Мілана.
Населення — 20 696 осіб (2014).
Щорічний фестиваль відбувається 7 грудня. Покровитель — Sant'Anna.

## Демографія
Населення за роками:

Станом на 1 січня 2023 року в муніципалітеті офіційно проживали 2103 іноземці з 79 країн, серед них 436 громадян країн Євросоюзу та 134 громадяни України.

## Сусідні муніципалітети
- Буччинаско
- Чезано-Босконе
- Корсіко
- Кузаго
- Гаджано
- Мілан
- Цибідо-Сан-Джакомо